# Elaphoglossum feei
Elaphoglossum feei är en träjonväxtart som först beskrevs av Jean Baptiste Bory de Saint-Vincent, Fée, och fick sitt nu gällande namn av Moore. Elaphoglossum feei ingår i släktet Elaphoglossum och familjen Dryopteridaceae. Inga underarter finns listade.